# Augusto Filippo di Limburg-Stirum
Damiano Augusto Filippo Carlo di Limburg-Stirum (tedesco: Damian August Philipp Karl von Limburg-Styrum; Gemen, 16 marzo 1721 – Passavia, 26 febbraio 1797) è stato un vescovo cattolico e nobile tedesco, principe-vescovo di Spira e signore di Gemen, località nei pressi di Borken.

## Biografia
Appartenente all'antica famiglia dei conti di Limburg-Stirum era figlio del generale Otto Ernesto Leopoldo e sua moglie Amalia Elisabetta Maria, nata von Schönborn, sorella del cardinale e principe vescovo Damian Hugo von Schönborn-Bucheim di Speyer.
Ricevette la tonsura e i quattro ordini minori il 6 dicembre 1729. Un anno dopo, il 6 dicembre 1730, fu promosso a membro domicellarius di Spira proprio dallo zio cardinale. Divenne canonico di Hildesheim ed iniziò a studiare teologia a Roma nel 1742, ma a causa dell'elevato tasso di mortalità in città, continuò i suoi studi a Würzburg dal 15 luglio 1743.
Il 3 novembre 1753 prestò giuramento e fu ammesso come suddiacono del capitolo della cattedrale di Spira, due anni dopo divenne decano. Fu individuato come successore di Franz Christoph von Huttens, e venne così nominato vescovo il 6 agosto 1770 da papa Clemente XIV. Ricevette l'ordinazione dal principe vescovo, Federico Guglielmo di Vestfalia. Durante il suo mandato, Limburg-Stirum ha spinto per la costruzione di una nuova cinta muraria intorno a Bruchsal, sebbene non offrisse più alcuna protezione contro la nuova tecnologia delle armi. Per raccogliere fondi, ordinò ricerche di oggetti di valore in tutta la città. Tuttavia senza successo, quindi dovette abbandonare il suo piano.
Resti delle mura della città parzialmente completate sono ancora visibili oggi. Dotò della città un orfanotrofio, un asilo e una casa per i poveri, nonché un ospedale e una scuola latina.
Nel 1778 fece costruire un ospedale e una farmacia, per il quale donò 25.000 fiorini. Minacciato dall'esercito rivoluzionario francese, Limburg-Stirum fuggì il 1º ottobre 1792. Sostò a Veitshöchheim, Augusta e Frisinga e tornò a Bruchsal il 20 aprile 1793. Tre anni dopo, il 21 settembre 1795, fu di nuovo in fuga dai soldati francesi. Si trasferì ancora a Frisinga e successivamente a Passavia. Morì a mezzogiorno, il 26 febbraio 1797 nel castello di Freudenhain e fu sepolto nella chiesa cappuccina. La chiesa e la tomba furono presto distrutte nel tumulto della rivoluzione. Tuttavia, il suo cuore era già stato trasferito a Bruchsal, il 21 marzo 1797 e da allora giace nella cripta del vescovi nella chiesa barocca di San Pietro. Il suo successore, l'ultimo principe vescovo di Spira, fu Wilderich von Walderdorff.

## Genealogia episcopale e successione apostolica
La genealogia episcopale è:
- Cardinale Scipione Rebiba
- Cardinale Giulio Antonio Santori
- Cardinale Girolamo Bernerio, O.P.
- Arcivescovo Galeazzo Sanvitale
- Cardinale Ludovico Ludovisi
- Cardinale Luigi Caetani
- Cardinale Ulderico Carpegna
- Cardinale Paluzzo Paluzzi Altieri degli Albertoni
- Papa Benedetto XIII
- Arcivescovo Clemente Augusto di Baviera
- Vescovo Franz Josef von Gondola, O.S.B.
- Vescovo Wilhelm Anton von der Asseburg
- Vescovo Federico Guglielmo di Vestfalia
- Vescovo Augusto Filippo di Limburg-Stirum

La successione apostolica è:
- Vescovo Johann Andreas Seelmann (1772)
- Vescovo Philippe Damien de Hoensbroeck (1775)
- Vescovo Valentin Philipp Anton Schmidt (1790)